# Album (Public Image Ltd.)
Album (conosciuto anche come Compact Disc o Cassette a seconda del formato) è il quinto album discografico di studio del gruppo rock Public Image Ltd, pubblicato il 3 febbraio 1986.
Anche se attribuito ai PiL, il disco vede la presenza del solo John Lydon accompagnato da un gruppo di musicisti scelti dal produttore Bill Laswell, che includeva nomi prestigiosi come Steve Vai, Ryūichi Sakamoto, Tony Williams, e Ginger Baker.

## Descrizione
La maggior parte dei brani furono scritti da Lydon con Mark Schulz e Jebin Bruni, e registrati nel settembre/ottobre 1985.
John Lydon: 
La canzone Rise, estratta come singolo dall'album nel 1986, è stata scritta da Lydon in un primo abbozzo già ai tempi dei Sex Pistols:
- Sid Vicious (1978): [rispondendo alla domanda se la band avesse dei nuovi testi scritti] «Si, ne abbiamo uno sul Sudafrica, su come sono, su come sono oppressi i neri lì. E, di come, non sia giusto, e loro si ribelleranno e uccideranno quelle persone».[2]
- John Lydon (1986): «Lessi questo manuale sulle tecniche degli interrogatori in Sud Africa, e Rise proviene da una delle vittime. Misi insieme le cose perché pensai si sposassero bene con le mie sensazioni sulla vita quotidiana.[3] «È sul Sud Africa. I neri non possono restare sottomessi ancora a lungo. [...] La canzone non è così personale come sarebbe potuta essere perché non sono mai stato in Sud Africa, ma il concetto si può applicare a molte altre situazioni del genere».

### Registrazione
L'album venne registrato alla fine del 1985 a New York. La batteria di Ginger Baker e Tony Williams fu incisa al The Power Station dall'ingegnere del suono Jason Corsaro. Le parti di chitarra solista suonate da Steve Vai furono invece registrate agli Electric Lady Studios e il resto dell'album ai RPM Studios e Quad Recording Studios, con Robert Musso in qualità di tecnico del suono. Le sessioni di registrazione occuparono tre settimane di tempo, seguite da una settimana dedicata al missaggio dell'album al The Power Station.
Nelle note interne della compilation dei PiL Plastic Box (1999), Lydon afferma che Album era "praticamente un suo album solista" dato che ci lavorò da solo insieme a dei musicisti di studio scelti appositamente. Raccontò anche che Miles Davis venne a fargli visita in studio mentre l'album era in lavorazione e commentò dicendo che Lydon cantava come lui suonava la tromba.

### Copertina
La copertina del disco si basava sul riferimento grafico ad una marca di prodotti generici distribuita nei primi anni ottanta negli Stati Uniti nei supermercati della catena Ralphs (lettering blu scuro e strisce azzurre su sfondo bianco). Nell'immaginario collettivo questo tipo di design era stato reso celebre dal film Repo Man - Il recuperatore. Venne poi deciso di intitolare il disco semplicemente "Album", mentre la versione in audiocassetta si sarebbe chiamata "Cassette", e la versione in formato CD, di conseguenza, "Compact Disc". Inoltre il disco non recava i nomi dei musicisti che avevano realizzato il disco, ma solamente il generico logo dei Pil. Il produttore Bill Laswell disse che i crediti vennero omessi intenzionalmente "perché tanto nessuno ci avrebbe creduto, e la critica avrebbe parlato soltanto del prestigioso cast di musicisti tralasciando la musica".
Il concept "anonimo" e "minimale" del packaging portò anche ad altre iniziative simili della band, come la versione su singolo 7" del brano Rise che venne pubblicata con il nome "Single", e la versione a 12" intitolata "12 inch Single", mentre il videoclip della canzone semplicemente "Video". Lo stesso per tutto ciò che riguardò la tournée del gruppo: la locandina dei concerti riportava la sola scritta "Poster" su fondo bianco; il biglietto dei concerti, la scritta "Ticket"; la maglietta del gruppo, la sola scritta "T-Shirt"; i video si aprivano con la medesima scritta, "Video", ecc. Tale campagna promozionale, ispirata al movimento dadaista, fu in grado di creare un'enorme curiosità attorno al disco e certamente contribuì al successo dell'album. Anche una compilation di video musicali della band pubblicata nello stesso periodo venne intitolata Videos. Infine, anche la recente ristampa dell'album in versione MP3 ha ricevuto come titolo l'inequivocabile MP3. Nonostante queste premesse, la ristampa in versione CD del 2012 in versione rimasterizzata dell'album è stata comunque intitolata Album quando, seguendo lo schema precedente, avrebbe dovuto effettivamente intitolarsi Compact Disc.

## Tracce
1. F.F.F. – 5:32 (John Lydon, Bill Laswell)
2. Rise – 6:04 (Lydon, Laswell)
3. Fishing – 5:20 (Lydon, Jebin Bruni, Mark Schulz)
4. Round – 4:24 (Lydon, Schulz)
5. Bags – 5:28 (Lydon, Bruni, Schulz)
6. Home – 5:49 (Lydon, Laswell)
7. Ease – 8:09 (Lydon, Bruni)

## Formazione
Public Image Ltd.
- John Lydon – voce
- Tony Williams – batteria (tracce 1, 2, 6)
- Ginger Baker – batteria (tracce 3, 4, 5, 7)
- Bernard Fowler – cori
- Ryūichi Sakamoto – sintetizzatore Fairlight CMI (tracce 2, 3, 5, 7)
- Nicky Skopelitis – chitarra (tracce 1, 2, 3, 4, 6)
- Steve Vai – chitarra
- Jonas Hellborg – basso

Musicisti aggiuntivi
- Shankar – violino elettrico (tracce 2, 4)
- Bernie Worrell – organo (tracce 1, 4, 6), Yamaha DX7 (traccia 3)
- Malachi Favors – contrabbasso (tracce 3, 5)
- Steve Turre – Didgeridoo (traccia 7)
- Aïyb Dieng – chatan pot drums (traccia 4)

## Classifiche

### Regno Unito
- Album rimase nella classifica britannica per 6 settimane, raggiungendo come massima posizione la numero 14 il 15 febbraio 1986.[7]
- Il singolo Rise entrò nella UK Top 75, dove rimase per 8 settimane raggiungendo la posizione numero 11 il 1º febbraio 1986.[7]
- Il singolo Home entrò brevemente nella UK Top 75, rimanendovi per 1 sola settimana alla posizione numero 75 (3 maggio 1986).[7]

### Stati Uniti
- Album entrò nella classifica Billboard 200, restandoci 16 settimane e raggiungendo come miglior piazzamento il 115º posto il 12 aprile 1986.[8]
- Il singolo Rise non entrò in classifica.